# Köcsény (Pöstyéni járás)
Koordináták: é. sz. 48,5998°, k. h. 17,6595°48.599800°N 17.659500°E
Köcsény (szlovákul Kočín) Köcsény-Lancsár község része, korábban önálló falu Szlovákiában, a Nagyszombati kerületben, a Pöstyéni járásban. 2001-ben Köcsény – Lancsár 538 lakosából 534 szlovák volt.

## Fekvése
Pöstyéntől 13 km-re nyugatra fekszik.

## Története
1436-ban Kotlyn alakban említik először. 1446-ban és 1576-ban Kochyn alakban szerepel az oklevelekben.
Vályi András szerint "Tót falu Nyitra Várm. földes Ura G. Erdődy Uraság, lakosai katolikusok, fekszik Láncsátnak szomszédságában, mellynek filiája, határja középszerű."  Archiválva 2007. április 30-i dátummal a Wayback Machine-ben
Fényes Elek szerint "Kocsin, Nyitra m. tót falu, Verbóhoz 3/4 órányira; 270 kath., 7 zsidó lak. Bortermesztés; híres cseresnye. F. u. többen. Ut. p. N.-Szombat."  Archiválva 2007. szeptember 27-i dátummal a Wayback Machine-ben
1910-ben Köcsénynek 259, túlnyomórészt szlovák lakosa volt. A trianoni békeszerződésig mindkét falu Nyitra vármegye Pöstyéni járásához tartozott.

## Külső hivatkozások
- Községinfó
- Köcsény Szlovákia térképén